# Park Hee-seon
Park Hee-seon (* 21. Dezember 1992) ist eine südkoreanische Leichtathletin, die sich auf den Hammerwurf spezialisiert hat.

## Sportliche Laufbahn
Erste internationale Erfahrungen sammelte Park Hee-seon im Jahr 2009, als sie bei den Jugendweltmeisterschaften in Brixen mit einer Weite von 51,76 m in der Qualifikationsrunde ausschied. Im Jahr darauf brachte sie bei den Juniorenweltmeisterschaften im kanadischen Moncton in der Vorrunde keinen gültigen Versuch zustande und nahm anschließend an den Asienspielen in Guangzhou teil und belegte dort mit 57,53 m den fünften Platz. 2015 gelangte sie bei den Asienmeisterschaften in Wuhan mit 58,39 m auf Rang vier und 2017 wurde sie bei den Asienmeisterschaften in Bhubaneswar mit 57,82 m Siebte.